# II. Ordoño leóni király
A Kantábriai-házból származó II. Ordoño (asztúriaiul: Ordoñu) (?, 871 – León, 924. június) először Galícia királya (910–924), majd León királya (914–924) volt. Apja III. (Nagy) Alfonz (848?–910), Asztúria királya (866–910), akinek II. Ordoño volt a legtehetségesebb fia.

## Élete
III. Alfonz már a 890-es évek végétől folyamatosan szembesült a fiai – García (871?–914), Ordoño és Fruela (875–925) – lázongásaival. A gyermekeket édesanyjuk, Jimena (849?–912) is támogatta. (Ő az Arista-Íñiga-házból származó García Íñiguez (810?–882) Pamplona/Navarra királyának (860–882) a leánya és Fortun Garcés (825?–905) Pamplona/Navarra királyának (882–905) a testvére volt.) A fivéreket támogatta a nemesség egy jelentős része is. III. Alfonz végül belefáradt a konfliktusba, és a polgárháborút elkerülendő 910-ben lemondott e három fia javára, birodalmát felosztotta közöttük, majd még ugyanebben az esztendőben elhunyt. Fiai közül I. García leóni király (910–914), II. Ordoño Galicia királya és leóni király, II. Fruela Asztúria királya (910–925) és később León királya (924–925) lett. 
II. Ordoño még galiciai királyként 913-ban visszafoglalta Évorát, és ezzel minden korábbinál délebbre szorította a mórokat.
A leóni királyság trónjára 914-ben bátyja, a gyermektelen I. García halála után került. 916-ban, Talavera mellett vereséget szenvedett a móroktól, majd szövetkezett a Ximena-házból származó  I. Sanchóval  (?–925), Pamplona/Navarra királyával (905–925), és 917-ben San Esteban de Gormaznál fényes győzelmet aratott a mórok felett. (A navarrai uralkodó leánya, Sancha (?–959) II. Ordoño harmadik felesége volt.) 918-ban, a valdejunquerai csatában ismét a mórok győztek, és a király ezután kivégeztette a felelőssé tett kasztíliai grófokat. Később egy sikeres támadással megszerezte a móroktól La Rioja területét, királysága azonban továbbra is sokat szenvedett a mórok támadásai miatt. A mórok kemény ellenfeleknek bizonyultak: a Córdobai Emirátus az Omajjád-dinasztiából származó, rendkívül energikus  III. Abd Al-Rahmán (891–961) uralma alatt élte fénykorát; ekkor lett az emirátusból Córdobai Kalifátus. 

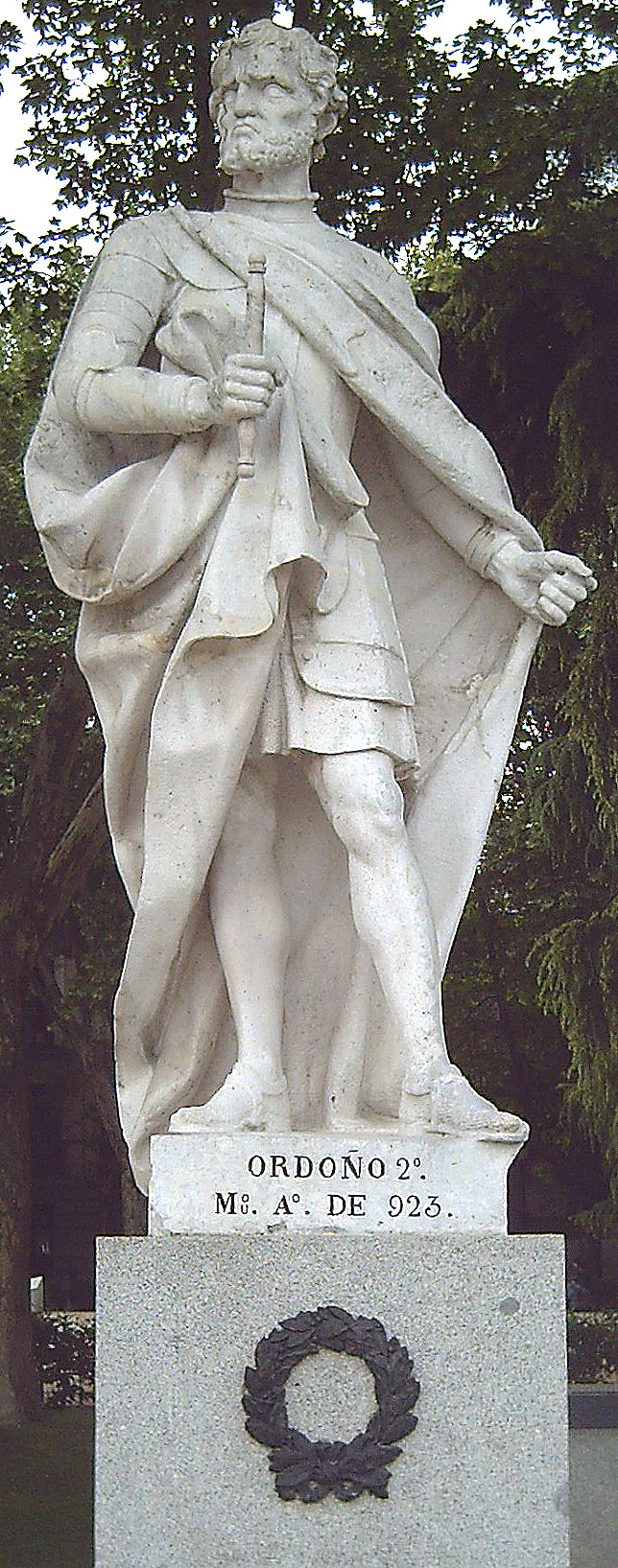
II. Ordoño szobra Madridban

II. Ordoñónak három, első feleségétől, Elvira Menéndeztől, Hermenegildo Gutierrez galíciai gróf és felesége, Ermesinda lányától született fia is király lett:
- Sáncho Ordoñez (895?–929) Galicia királya (925–929),
- IV. (Szerzetes) Alfonz (897?–933) León királya (925–931) és
- II. Ramiro (898?–951) szintén León királya.

Ez a tény, valamint az, hogy a Leóni Királyság trónján II. Ordoñót öccse, II. Fruela követte, komoly belső feszültségekhez vezetett a királyságban.

## Külső hivatkozások
- http://www.homar.org/genealog/
- https://web.archive.org/web/20080202123946/http://www.genealogie-mittelalter.de/

| Előd: III. Nagy Alfonz | Galicia királya 910 – 924 | Utód: II. Asztúriai Fruela |
| Előd: I. García        | León királya 914 – 924    | Utód: II. Asztúriai Fruela |